# Реут
Реут (на румънски: Răut; на руски: Прут) е река в Молдова, десен приток на Днестър. Дължина 286 km. Площ на водосбарния басейн 7760 km².
Река Реут води началоно си от северната част на възвишението Кодри, в Северна Молдова, на 217 m н.в., на запад от село Корбу. Тече в югоизточна посока през южните хълмисти части на възвишението, а в долното си течение по северозападната част на Причерноморската низина. Влива се отдясно в река Днестър, на 13 m н.в., на срещуположния бряг на която е разположен град Дубъсари. Основни притоци: леви – Куболта, Кайтар, Сегала, Когилник; десни – Солонец, Болшой Чулук, Купа. Има смесено подхранване с преобладаване на снежното. Среден годишен отток на 46 km от устието 5,7 m³/sec. Водите ѝ се използват предимно за напояване. По течението на реката са разположени множество населени места, в т.ч. градовете Белци, Флорещ и Орхей.